# Barleeia malgascia
Barleeia malgascia is een slakkensoort uit de familie van de Barleeiidae. De wetenschappelijke naam van de soort is voor het eerst geldig gepubliceerd in 2009 door Cecalupo & Perugia.